# Rabbe Enckell
Rabbe Arnfinn Enckell est un écrivain et poète finlandais, né le 3 mars 1903 et décédé le 17 juin 1974. Il est considéré comme l'un des piliers du renouveau poétique suédo-finlandais qui commence dans les années 1920.

## Biographie
Enckell est né à Tammela, Kanta-Häme. Il étudie l'art en France et en Italie. En 1923, il sort son premier recueil de poésie, intitulé Dikter. C'est un recueil de poèmes impressionnistes sur la nature. Le recueil et sa suite, Flöjtblåsarlycka (Le bonheur du flûtiste), qui est publié en 1925, contient la description vivante d'Enckell des changements dans la nature. Enckell est un moderniste. Pendant un an en 1928-29, il travaille pour le journal d'avant-garde Quosego. Il écrit ensuite quelques romans semi-autobiographiques, dont Ljusdunkel (1930). Il revient à la poésie avec la publication de The Cistern of Spring (1931) et de The Sounding Board (1935). La veine moderniste de sa poésie suscite des comparaisons avec T. S. Eliot. Enckell publie un autre recueil de poèmes, The Vault, en 1937. Il est décédé à Helsinki, à l'âge de 71 ans.

## Publications
- Dikter ( Poèmes, poèmes, 1923)
- Flöjtblåsarlyckan (La chance du flûtiste, poèmes, 1925)
- Tillblivelse ( Genèse, nouvelles, 1929)
- Ljusdunkel (histoires courtes, 1930),
- Ett porträtt (Un portrait, nouvelles, 1931)
- Citerne de Vårens (La Citerne du printemps, poèmes, 1931)
- Landskapet med den dubbla skuggan (Le paysage aux ombres doubles, poèmes, 1933)
- Tonbrädet (poèmes, 1935)
- Herrar jusqu'à natt och dag (histoires courtes, 1937).
- Lutad över brunnen (Apprendre par-dessus le puits, poèmes, 1942)
- Andedräkt av koppar (Souffle de cuivre, poèmes, 1947),
- Sett och återbördat (1950)
- Essay om livets framfart (Un essai sur les ravages de la vie, recueil d'essais, 1961)
- Det är dags (1965)
- Flyende Spegel (1974)